# Villa Cosenza

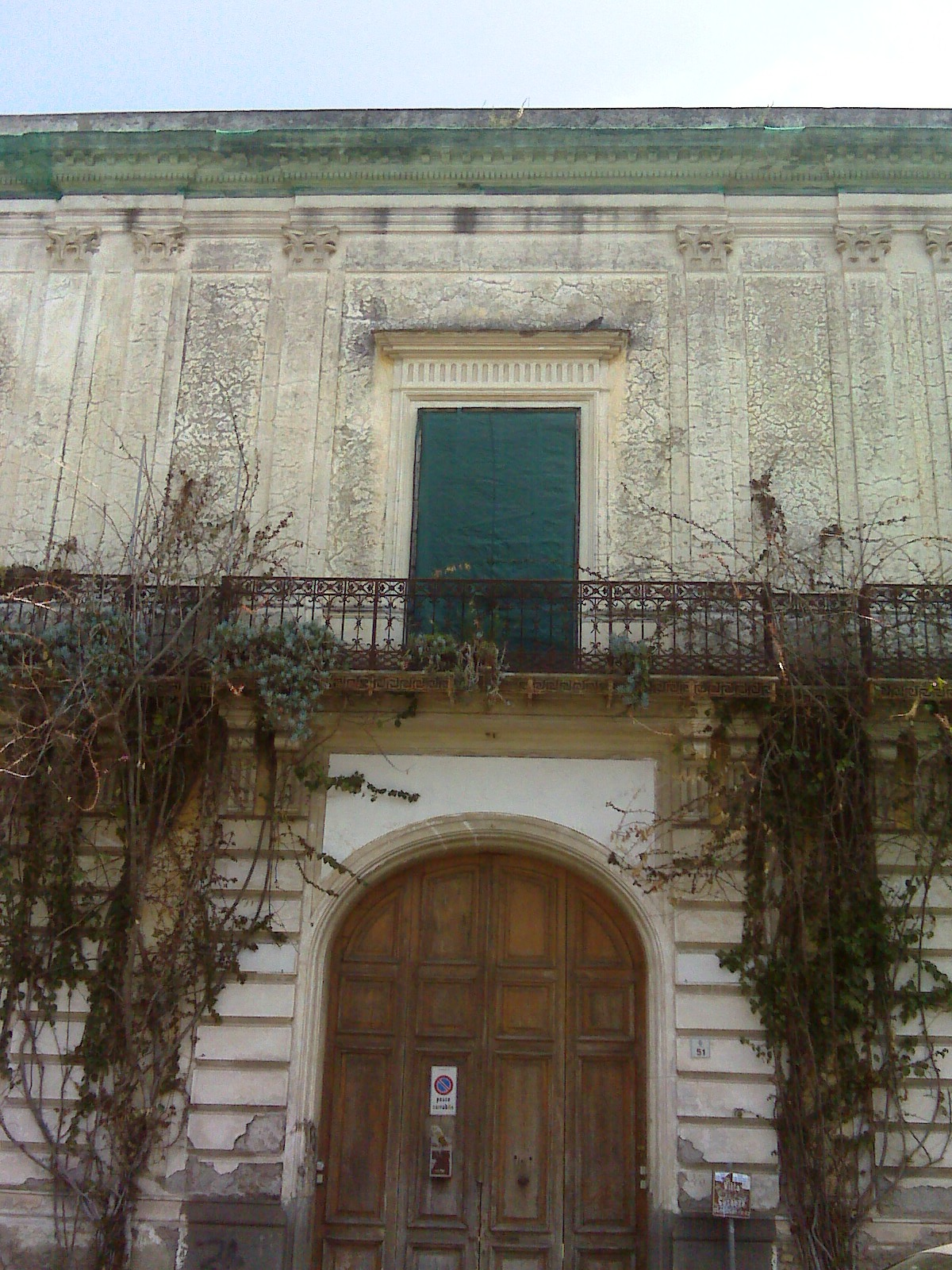
Villa Cosenza in San Giorgio a Cremano

Die Villa Cosenza ist ein Landhaus aus dem 18. Jahrhundert in San Giorgio a Cremano in der italienischen Region Kampanien. Es liegt im Gebiet der Miglio d’oro, in der Via Cavalli di Bronzo, 51.

## Geschichte
Anfangs war diese Villa Teil des Komplexes der Villa Vannucci und gehörte der gleichnamigen Familie. Später, gegen Ende des 19. Jahrhunderts, kaufte die Familie Cosenza das Landhaus.
Durch Umbauarbeiten im 19. Jahrhundert wurde die Struktur der Villa gegenüber der ursprünglichen Auslegung wesentlich verändert. Von der Architektur des 18. Jahrhunderts, die aus der Landkarte des Duca di Noja zu ersehen ist, ist fast nichts mehr erhalten.

## Beschreibung
Auf Basis des ursprünglichen Schemas zeigte das Gebäude einen Innenhof, begrenzt von zwei Gebäudeflügeln. Durch die Mitte verlief eine Allee, die in das umliegende Land führte.
Von dieser ursprünglichen Auslegung sind bis heute allerdings nur einige Elemente erhalten, so die Ausschmückung der Innenräume, die Reihe der Bögen, die Pilaster im Atrium und die Verandas in Eisen und Glas, die die Bögen der Hofansicht schließen.
Trotz der ausgedehnten Umbauten und der Loslösung vom architektonischen Hauptkomplex bleibt das Gebäude dennoch mit der Villa Vannucchi verbunden, da der Exedraraum vor der Villa auf der gegenüberliegenden Straßenseite von der Umfassungsmauer der großartigen Wohnstatt aus dem 18. Jahrhundert gewonnen wird.